# Isostasius inserens
Isostasius inserens is een vliesvleugelig insect uit de familie van de Platygastridae. De wetenschappelijke naam van de soort is voor het eerst geldig gepubliceerd in 1800 door Kirby.